# Leon III. (Armenien)

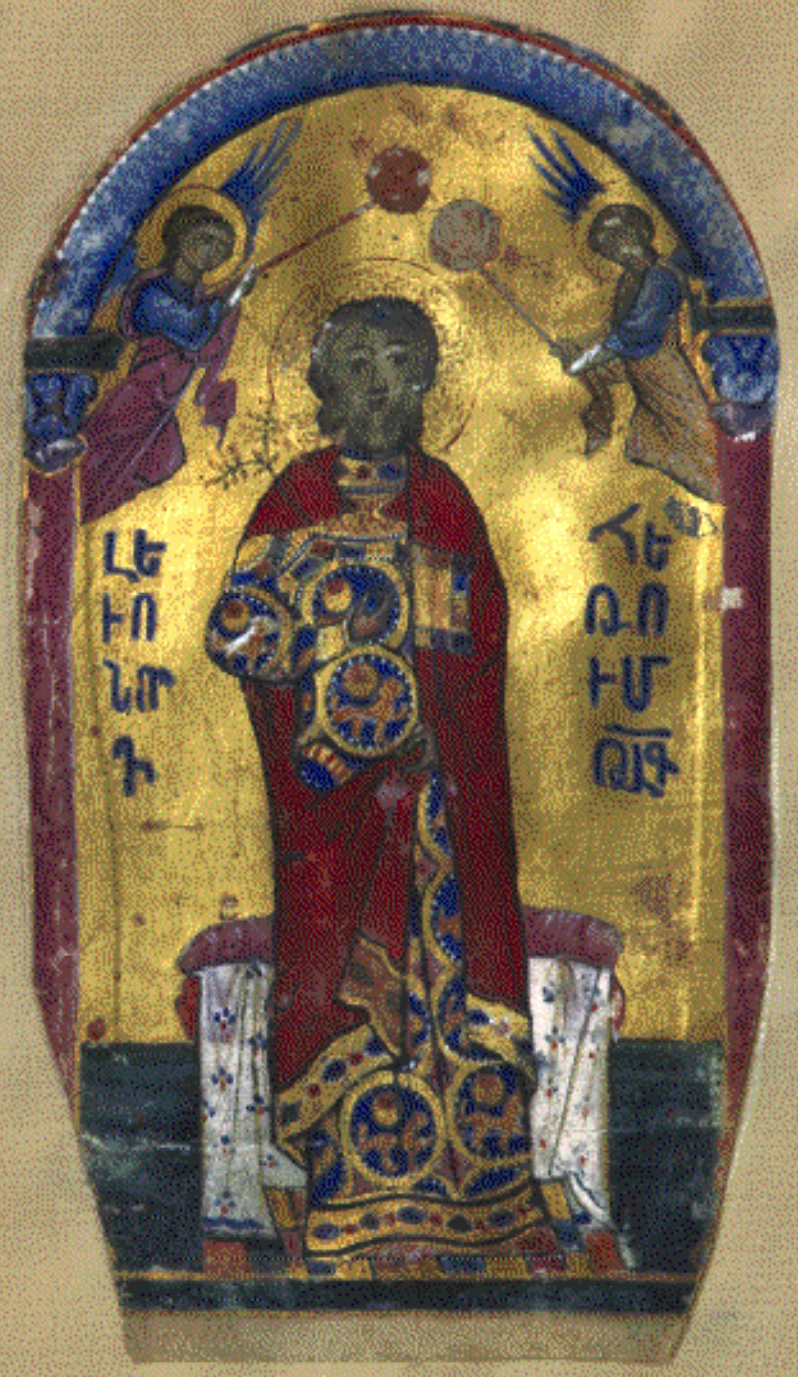
Leon III. (Armenien)

Leon III. oder Leo III. (armenisch Լևոն Գ; * um 1236; † 1289) war König von Kleinarmenien von 1270 bis 1289. Er war der Sohn von Hethum I. und Königin Isabella von Armenien.
1262 heiratete er Keran (Kir Anna), Tochter des Fürsten Hethum von Lambron. 1266 wurde er im Kampf gegen die Mamluken gefangen genommen, sein jüngerer Bruder Thoros wurde getötet. Leo wurde von seinem Vater freigekauft, der kurz danach zu seinen Gunsten abdankte.
In zwanzigjähriger Ehe bekamen Leo und Keran fünfzehn Kinder, acht Söhne und sieben Töchter, von denen zwei Söhne und zwei Töchter jung starben; fünf seiner Söhne wurden – meist im Kampf gegeneinander – König von Kleinarmenien:
1. Hethum II. (regierte 1289–1293, 1294–1297, 1299–1307)
2. Fimi (* um 1266)
3. Sybille (* um 1269)
4. Thoros III. (regierte 1293–1298)
5. Ruben (* um 1272)
6. Zablun (* um 1274)
7. Sybille (Zabel) (* um 1276)
8. Sempad von Armenien (regierte 1297–1299)
9. Konstantin III. (regierte 1299)
10. Isabella († um 1321), heiratete Amalrich von Tyrus
11. Theophane (* um 1278)
12. Rita von Armenien, heiratete Michael IX., Mitkaiser von Byzanz mit seinem Vater Andronikos II. Palaiologos
13. Nerses (* um 1279)
14. Oschin von Armenien (regierte 1308–1320)
15. Alinakh (* um 1283)